# Кениг, Иван Фёдорович
Иван Фёдорович (Феофилович) Кениг (Ян Игнацы Кениг, пол. Jan Ignacy Kenig; 10 марта 1822 — 5 ноября 1880) — инженер и руководитель Николаевской железной дороги. Брат Юзефа (Иосифа) Кенига, польского журналиста.

## Биография
Родился в Плоцке (Польша), где его отец был правительственным контролёром. В 1843 году он окончил Институт корпуса инженеров путей сообщения.
Сразу после этого был назначен в Южную дирекцию строительства Петербурго-Московской железной дороги. Кёниг быстро зарекомендовал себя и с 1852 года стал начальником I отделения.
В 1863 году был назначен начальником Нижегородской магистрали. За пять лет почти удвоил её доходы.
Совместно с И. Ф. Рербергом составил проект Бородинского моста в Москве, построенного в 1868 году.
По результатам работы перешёл работать на Николаевскую железную дорогу. После назначения его директором начался золотой период её существования. Среди работников дороги ходила шутка: «Наконец-то мы дождались своего короля!» (имеется в виду перевод с немецкого фамилии руководителя).
С 1868 по 1880 года являлся её директором, при нём были проведены технологические новшества:
- Железные рельсы были заменены стальными,
- Деревянные мосты были заменены железными,
- Были введены курьерские поезда,
- Была улучшена железнодорожная сигнализация,
- Более чем вдвое увеличилось количество паровозов и втрое — вагонов,
- Были проведены социальные изменения: улучшено положение рабочих и служащих (например, появились дешёвые столовые).

Кроме проектов, связанных с Николаевской железной дорогой, И. Ф. Кениг участвовал в различных комиссиях, связанных с Санкт-Петербургом.
И. Ф. Кениг пользовался огромным уважением и любовью железнодорожников.
Умер в 1880 году в Санкт-Петербурге, его заслуги перед столицей были отмечены Городской думой, безвозмездно предоставившей после смерти Кёнига в 1880 году место на Преображенском кладбище недалеко от станции Санкт-Петербург-Сортировочный-Московский.
Прах инженера был перезахоронен 24 июля 2001 года в связи с расширением парка прибытия Сортировочной станции, на месте захоронения установлен обелиск, который посвящён памяти строителей магистрали Санкт-Петербург-Москва.
Во время реконструкции был сохранён оригинальный крест, изготовленный в XIX веке из чугунных рельсов.